# Musica Sacra

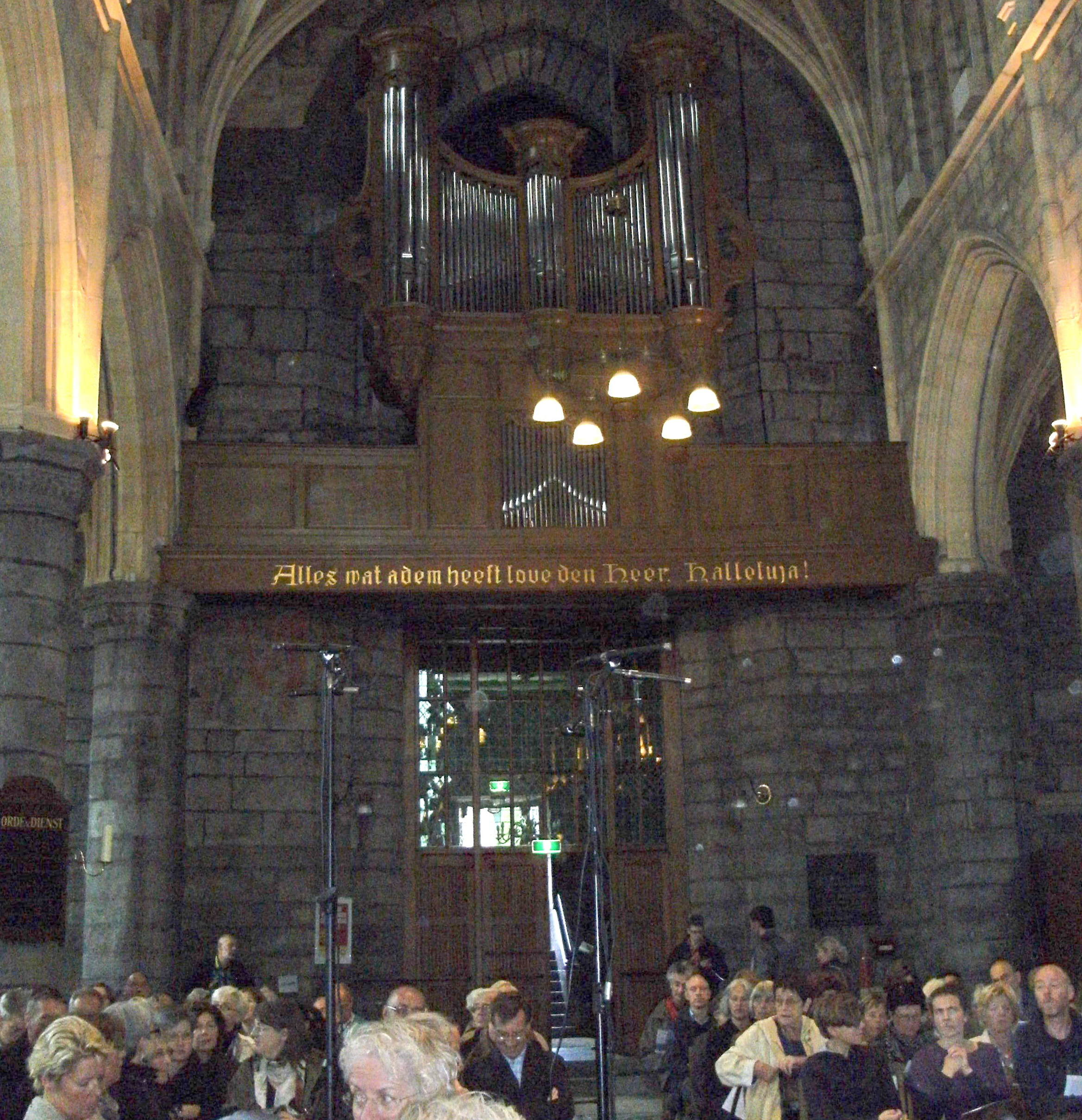
Concert in de Sint-Janskerk tijdens Musica Sacra 2010

Musica Sacra is een jaarlijks kunstenfestival in de Nederlandse stad Maastricht dat focust op religieuze en niet-religieuze verschijningen van 'het sacrale', met name in de muziek. Het festival vindt plaats op diverse locaties in Maastricht in het derde weekend van september. De huidige directeur van Stichting Musica Sacra is Brigitte van Eck.
Het festival startte in 1983 als Europees Festival van Religieuze Muziek als randprogrammering van de Heiligdomsvaart van Maastricht. Dit eerste festival vond plaats tijdens vier weekeinden. Tegenwoordig is Musica Sacra een compact festival van drie dagen. De voorstellingen worden geprogrammeerd in kerken, kapellen en andere locaties in Maastricht. In het verleden veelvuldig gebruikte locaties zijn de Sint-Servaasbasiliek (waaronder de Keizerzaal), de Onze-Lieve-Vrouwebasiliek, de Sint-Janskerk, de Sint-Matthiaskerk, de Sint-Martinuskerk, de Cellebroederskapel, de kloosterkerk van de Zusters Onder de Bogen, de Bonbonnière en het Theater aan het Vrijthof. Het kunstenfestival programmeert muziek in de breedste zin van het woord: uit alle tijden en genres. Verder worden ook films, dans, exposities, lezingen en excursies geprogrammeerd om het festival een zo divers mogelijk karakter te geven.
Het festival werd aanvankelijk georganiseerd door het Theater aan het Vrijthof in samenwerking met de KRO. Later werden Omroep MAX en Omroep RKK coproducenten. Bijna alle concerten worden opgenomen en in de loop van de maand september uitgezonden in het programma MAX Avondconcert op NPO Radio 4. Regelmatig terugkerende samenwerkingspartners van het festival zijn onder andere: Intro in situ, philharmonie zuidnederland, Conservatorium Maastricht, Koninklijk Conservatorium Den Haag, Toneelacademie Maastricht, Academie Beeldende Kunsten Maastricht en Lumière Cinema Maastricht.
Musica Sacra kiest jaarlijks een festivalthema, waaromheen geprogrammeerd wordt. Thema's in de afgelopen jaren waren: 'Devotie' (2010), 'De Vreugde der Wet' (2011), 'Riten en Rituelen' (2012), 'Inkeer, ommekeer, bekering' (2013), 'Ontzagwekkend' (2014), 'De Weg' (2015), 'Offer van Liefde' (2016), 'In het begin' (2017), 'Vergelden, Vergeven, Verzoenen' (2018), 'Bidden en Smeken' (2019) en 'Aanvaarding & Berusting' (2020).
De editie 2020 kende door de corona-pandemie een aangepast programma met, in verband met de anderhalvemeterregel, minder publiek. Tot de uitvoerende musici behoorden het Huelgas Ensemble, Vox Luminis, Severin von Eckardstein en Liebrecht Vanbeckevoort.
De 39e editie van het festival met als thema 'Moeder Aarde' vond plaats van donderdag 23 t/m zondag 26 september 2021, wederom onder coronamaatregelen.
De jubileumeditie (40 jaar Musica Sacra), met als thema EXODUS, vond plaats van 16 tot en met 18 september 2022. 